# Die Straße (1923)
Die Straße ist ein deutscher Stummfilm von Karl Grune aus dem Jahre 1923. Er begründete das Genre der so genannten Straßenfilme.

## Handlung
Ein Kleinbürger hat genug von der bürgerlichen, ihn bedrückenden Enge seines Lebens. Er will dem alltäglichen Einerlei, dem dumpfen Ehealltag entfliehen und stürmt eines Nachts aus seiner Wohnung heraus, in das lockende Leben der Großstadt. Dort will er etwas Aufregendes erleben. Kaum auf der Straße angekommen, trifft er eine Frau, offensichtlich eine Prostituierte. Er begleitet sie in ein Tanzlokal. Dort sind gerade mehrere ihrer Komplizen – ohne Zweifel Kriminelle – dabei, einen anderen Mann beim Glücksspiel zu betrügen. Nach anfänglichen Verlusten kann dieser Mann jedoch sein Geld wieder zurückgewinnen. Er ahnt nicht, dass er deswegen getötet werden wird.
Die Ganoven locken diesen Mann dazu in eine Wohnung, rauben ihn aus und ermorden ihn. Der Kleinbürger befindet sich zu diesem Zeitpunkt in einem Nebenraum; er ist der Prostituierten auf ihr Zimmer gefolgt, in der Hoffnung, sich mit ihr zu vergnügen. Alle, die in das Verbrechen verwickelt sind, die Prostituierte und ihr am Mord beteiligter Ehemann wie auch dessen Kumpel, fliehen nach der Bluttat in Panik. Als die Polizei eintrifft, verhaftet sie den Kleinbürger, der die Situation nicht begreift. Man hält ihn zunächst für den Täter und sperrt ihn ein, bis er durch die Aussage eines Kindes entlastet wird. Im letzten Moment ist der Kleinbürger davor bewahrt worden, sich das Leben zu nehmen. Nach seiner Entlassung kehrt er reuevoll zu seiner Ehefrau zurück, die im trauten Heim auf ihn gewartet hat und ihm wortlos eine heiße Suppe aus dem Ofen serviert.

## Produktionsnotizen
Die Straße besaß eine Länge von fünf Akten und passierte am 10. Oktober 1923 die Filmzensur. Der im Mai 1923 gedrehte Film fand seine Uraufführung am 29. November 1923 in Berlin.
Mittelpunkt des Films sind die vom Expressionismus geprägten Straßenbauten. Sie stammen von Karl Görge-Prochaska und Ludwig Meidner.

## Kritiken
Im Film-Kurier ist zu lesen: „In Karl Grunes Film Die Straße ist die Großstadt der Held. Sie wird als ein Vampir dargestellt, der jeden in Stücke zerreißt, der in seine Klauen gerät. Der biedere, im Großstadtdickicht verirrte Kleinbürger durchlebt dieselben Ängste, Enttäuschungen und Tragödien wie sein Filmbruder im Land der Träume und Legenden. Die prächtigen, in Neonlicht getauchten Straßen sind nur ein Lockmittel für Abenteuer Suchende. Das wirkliche Leben der Metropole ist düster und tragisch. Die Straße ist ein Todestanz der Epoche, deren Lärm den Schrei der Verzweiflung ersticken will.“
Siegfried Kracauer schrieb: „Der Film ist eine Meisterleistung des Regisseurs Karl Grune und seiner Helfer, zu denen auch Ludwig Meidner gehört. Auch die schauspielerischen Leistungen sind vollendet, Blick und Gebärden sagen restlos, was auszudrücken ihnen obliegt und treten ganz und gar ein für das überflüssige Wort. Filmwerken dieser Gattung gehört die Zukunft.“
Londons Cinema kam zu folgendem Schluss: „‚Die Straße‘ ist einer der größten Filme, die je geschaffen wurden, einer der ehrgeizigsten und bestgelungenen Versuche, echten Realismus zu gestalten. Wir können für diesen Film kaum Worte des Lobes genug finden.“
Oskar Kalbus’ Vom Werden deutscher Filmkunst schrieb: „Karl Grunes fast titelloser Film „Die Straße“ (1923) stellt den Spuk einer Nacht dar, das Schicksal eines für kurze Stunden aus der geruhigen Bahn satter Bürgerlichkeit Gerissenen (Eugen Klöpfer), der in der Spanne einer einzigen Nacht durch die Höhen und Tiefen des Lebens gezerrt wird und schließlich zu seinem sicheren Ausgangspunkt wieder zurückkehrt. Auch dieser Kammerspielfilm bringt wieder etwas Neues: nicht Klöpfer ist der Held des Films, sondern die Straße.“
Reclams Filmführer schreibt: „Der Film ist größtenteils gut fotografiert und montiert. Eindrucksvoll sind auch die Bauten […]; ganze Straßenzüge entstanden durchaus realistisch und überzeugend im Atelier. Buch, Regie und Darstellungsstil sind dagegen überwiegend sentimental-pathetisch geraten.“
Kay Wenigers 'Es wird im Leben dir mehr genommen als gegeben' nannte Die Straße einen „realistischen, bisweilen expressionistisch anmutenden Film […], mit dem Grune genrebildend wirken sollte“.